# Башт
Ба́шт (перс. باشت‎) — небольшой город на юго-западе Ирана, в провинции Кохгилуйе и Бойерахмед. Входит в состав шахрестана Гечсаран. На 2006 год население составляло 8 269 человек.

## География
Город находится в южной части Кохгилуйе и Бойерахмеда, в горной местности западного Загроса, на высоте 775 метров над уровнем моря.
Башт расположен на расстоянии приблизительно 55 километров к юго-западу от Ясуджа, административного центра провинции и на расстоянии 585 километров к югу от Тегерана, столицы страны. Большинство трудоспособного населения занято в сельском хозяйстве.